# Wolos (gmina)
Wolos (gr. Δήμος Βόλου, Dimos Wolu) – gmina w Grecji, w administracji zdecentralizowanej Tesalia-Grecja Środkowa, w regionie Tesalia, w jednostce regionalnej Magnezja. W 2011 roku liczyła 144 449 mieszkańców. Powstała 1 stycznia 2011 roku w wyniku połączenia dotychczasowych gmin: Agria, Esonia, Wolos, Jolkos, Nea Anchialos, Nea Jonia, Portaria i Artemidos oraz wspólnoty Makrinitsa. Siedzibą gminy jest Wolos.